# Generazione dell'80
De Generazione dell’80 was een groep Italiaanse componisten die rond 1880 geboren waren. Zij hadden gemeen dat zij na de muziek van Giuseppe Verdi nieuwe wegen zochten om de Italiaanse opera te ontwikkelen. Zij componeerden meer orkestmuziek dan elke generatie voor hen.
De nieuwe wegen werden gezocht in een hang naar Neoclassicisme, een verduidelijking van de muzikale taal en een verlangen naar vroegere muziekontwikkelingen (bijvoorbeeld Bach, de Byzantijnse of de Renaissance-muziek).
Het compositorische oeuvre van de meeste van deze componisten is onevenwichtig. Meesterwerken wisselen grote mislukkingen af. De groep werd ook wel eclecticisme verweten. Gunstige uitzondering is zeker Ottorino Respighi die door zijn orkestmuziek grote bekendheid geniet. De komische opera’s van Ermanno Wolf-Ferrari worden steeds meer op waarde geschat en de muziek van Ildebrando Pizzetti is zeker aan een herevaluatie toe .
Tot de groep behoorden de volgende componisten:
- Franco Alfano, 1875 – 1954
- Ermanno Wolf-Ferrari, 1876 – 1948
- Vincenzo Tommasini, 1878 – 1950
- Ottorino Respighi, 1879 – 1936
- Ildebrando Pizzetti, 1880 – 1968
- Gian Francesco Malipiero, 1882 – 1973
- Alfredo Casella, 1883 – 1947
- Riccardo Zandonai, 1883 – 1944

De componist Mario Castelnuovo-Tedesco (1895 – 1968) wordt soms ook nog tot deze groep gerekend.